# Ком (Калвадос)
Ком (фр. Commes) насеље је и општина у северној Француској у региону Доња Нормандија, у департману Калвадос која припада префектури Баје.
По подацима из 2011. године у општини је живело 391 становника, а густина насељености је износила 58,89 становника/km². Општина се простире на површини од 6,64 km². Налази се на средњој надморској висини од 66 метара (максималној 77 m, а минималној 0 m).

## Демографија
| 1962. | 1968. | 1975. | 1982. | 1990. | 1999. | 2011. |
| ----- | ----- | ----- | ----- | ----- | ----- | ----- |
| 298   | 324   | 278   | 360   | 382   | 397   | 391   |

График промене броја становника у току последњих година